# لوبو كراسكو
فرانسيسكو خوسيه كاراسكو هيدالغو (بالإسبانية: Lobo Carrasco)‏، من مواليد 6 مارس 1959 في أليكانتي، لاعب كرة قدم إسباني سابق.
و قد لعب مع نادي برشلونة الإسباني بين عامي 1979 و1989، وانتقل إلى نادي سوشو الفرنسي بين عامي 1989 و1992.
و قد لعب مع منتخب إسبانيا لكرة القدم في 35 مباراة دولية وسجل 5 أهداف.

## روابط خارجية
- لوبو كراسكو على موقع الاتحاد الدولي (مؤرشف)  (الإنجليزية)
- لوبو كراسكو على موقع الاتحاد الأوربي (الإنجليزية)
- لوبو كراسكو على موقع قاعدة بيانات كرة القدم.إي يو (الإنجليزية)
- لوبو كراسكو على موقع ناشيونال فوتبول تيمز (الإنجليزية)
- لوبو كراسكو على موقع عالم كرة القدم.نت (الإنجليزية)